# Ourang Medan
S.S. Ourang Medan («Человек из Медана») — голландский грузовой теплоход, якобы затонувший в Малаккском проливе после того, как при невыясненных обстоятельствах погиб весь его экипаж. Инцидент с Ourang Medan крайне плохо документирован (неизвестна даже его точная дата), в связи с чем есть серьёзные подозрения в его вымышленности.

## Обстоятельства инцидента
В июне 1947 г. (по другим сведениям — в начале февраля 1948 г.) британские и голландские станции прослушивания, а также два американских корабля в Малаккском проливе приняли сигнал бедствия следующего содержания:

Капитан и все офицеры лежат мертвые в кубрике и на мостике. Возможно, вся команда мертва.
Оригинальный текст (англ.)Captain and all officers dead lying in chartroom and on bridge. Probably whole crew dead.

За этим сообщением последовал некий неразборчивый код Морзе и короткая фраза «Я умираю» («I die»). Больше сигналов не поступало, но место отправки сообщения удалось определить методом триангуляции, и к нему немедленно направился один из упомянутых выше американских кораблей — Silver Star.
Когда Ourang Medan был найден, выяснилось, что вся его команда действительно мертва, включая даже собаку. На телах погибших не было найдено никаких видимых увечий, хотя по выражению лиц было очевидно, что они умирали в ужасе и сильных мучениях. Само судно также не было повреждено, но членами спасательной команды с Silver Star был отмечен необычный холод в глубине трюма. Вскоре после начала осмотра из трюма Ourang Medan начал появляться подозрительный дым, и спасателям пришлось спешно вернуться на Silver Star. Через некоторое время после этого Ourang Medan взорвался и затонул, что сделало дальнейшее расследование инцидента невозможным.

## Достоверность
Первое официальное упоминание случая с Ourang Medan появилось в издании береговой охраны США Proceedings of the Merchant Marine Council в мае 1952 г. В нём также были приведены показания членов команды Silver Star:

Их застывшие лица были обращены к солнцу, смотря как будто в страхе… рты были широко открыты, и глаза пристально смотрели…
Оригинальный текст (англ.)Their frozen faces were upturned to the sun… staring, as if in fear… the mouths were gaping open and the eyes staring.

Ни в каких других официальных источниках не удалось найти никаких упоминаний об Ourang Medan, что поставило под большое сомнение правдоподобность всей истории. Если о существовании Silver Star есть более-менее достоверные сведения, то Ourang Medan не упоминается ни в регистре Ллойда, ни в каких-либо других реестрах. Тем не менее историку Рою Бэйнтону при помощи профессора Теодора Зирсдорфера удалось найти 32-страничную немецкоязычную брошюру «Das Totenschiff in der Südsee», изданную в 1954 году писателем-публицистом Отто Мильке и содержавшую довольно много информации об Ourang Medan (по утверждению автора брошюры, ему было даже известно имя капитана). Материалы из брошюры также подтвердили датировку инцидента июнем 1947 г.

## Версии случившегося
Согласно брошюре Отто Мильке, Ourang Medan перевозил нитроглицерин и цианистый калий. Оба вещества могут быть опасны при контакте с морской водой, поэтому возможно, что команда была отравлена циановодородом, а нитроглицерин послужил причиной взрыва. Также, учитывая время инцидента (вскоре после окончания Второй мировой войны), нельзя исключать, что на борту судна было и другое химическое оружие (это также может объяснить, почему о судне не сохранилось никаких официальных сведений).
Похожая, но более простая теория утверждает, что на судне начался пожар, в результате которого экипаж отравился угарным газом (что, впрочем, вряд ли может объяснить гибель членов экипажа, находившихся на палубе), а само судно затонуло.
Ещё одна версия случившегося — экипаж подвергся воздействию инфразвука, который негативно влияет на организм человека, способен вызвать состояние паники, беспокойства или ужаса, а также служить причиной внезапной остановки сердца.
Иногда упоминается легенда, что гибель Ourang Medan — дело рук экипажа немецкой подводной лодки U-2670, после войны якобы занимавшегося пиратством и контрабандой. По воспоминаниям подводников[каких?], с 1946 года они сначала усыпляли экипаж выбранного ими судна газом, после чего судно грабили и топили. Однако субмарина U-2670 является городской легендой: заложенная в 1944 году, она никогда даже не спускалась на воду, а изготовлены были только несколько секций её корпуса.
Имеются и иные версии случившегося, такие как вмешательство НЛО.
Инцидент с Ourang Medan упоминается в приключенческой повести Н. А. Внукова «„Сверре“ зовёт на помощь» (1978). В повести гибель экипажа происходит в результате столкновения с торпедой, выпущенной германской подводной лодкой U-81 в конце апреля 1945 года и с тех пор плававшей по Мировому океану; торпеда содержала заряд сверхсильного отравляющего вещества. В реальности эта подводная лодка была потоплена в январе 1944 года.